# Warsage
Warsage è una località belga di 1 419 abitanti nella regione Vallonia. Warsage è una frazione del commune di Dalhem, situata nella Provincia di Liegi.

## Geografia
Warsage si trova in regione turistica Pays de Herve, chi è caratterizzata dai dolci colline e vasti prati. Il comune si situa sulle rive del piccolo fiume "Biek".

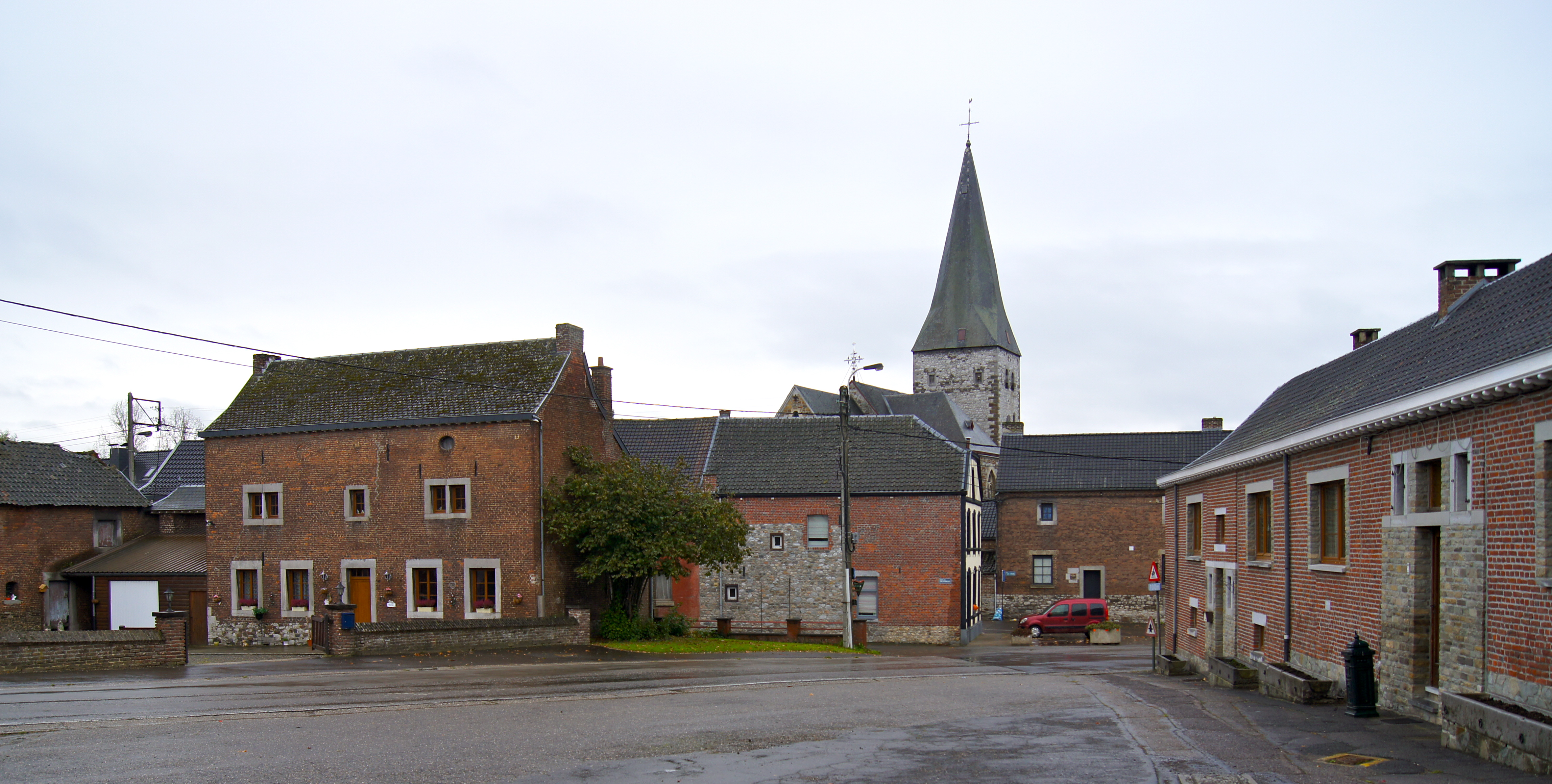
Centro storico